# Derek Parra
Derek Parra (San Bernardino, 15 de marzo de 1970) es un deportista estadounidense de origen mexicano que compitió en patinaje de velocidad, en las modalidades sobre hielo y en línea.
Participó en dos Juegos Olímpicos de Invierno, obteniendo dos medallas en Salt Lake City 2002, oro en 1500 m y plata en 5000 m, y el sexto lugar en Turín 2006 (persecución por equipos).
Ganó una medalla de bronce en el Campeonato Mundial de Patinaje de Velocidad sobre Hielo de 2002 y una medalla de plata en el Campeonato Mundial de Patinaje de Velocidad sobre Hielo en Distancia Individual de 2001.
En patinaje de velocidad sobre patines en línea obtuvo 36 medallas en el Campeonato Mundial (dieciocho de oro, once de plata y siete de bronce) y cuatro medallas en los Juegos Mundiales de 1993.

## Palmarés internacional
| Juegos Olímpicos                           | Juegos Olímpicos                | Juegos Olímpicos  | Juegos Olímpicos      |
| Año                                        | Lugar                           | Medalla           | Prueba                |
| ------------------------------------------ | ------------------------------- | ----------------- | --------------------- |
| 2002                                       | Salt Lake City (Estados Unidos) | Medalla de oro    | 1500 m                |
| 2002                                       | Salt Lake City (Estados Unidos) | Medalla de plata  | 5000 m                |
| Campeonato Mundial                         |                                 |                   |                       |
| Año                                        | Lugar                           | Medalla           | Prueba                |
| 2002                                       | Heerenveen (Países Bajos)       | Medalla de bronce | Clasificación general |
| Campeonato Mundial en Distancia Individual |                                 |                   |                       |
| Año                                        | Lugar                           | Medalla           | Prueba                |
| 2001                                       | Salt Lake City (Estados Unidos) | Medalla de plata  | 1500 m                |